# 長岡市立中之島中学校
長岡市立中之島中学校（ながおかしりつ なかのしまちゅうがっこう）は、新潟県長岡市（旧中之島町）中野東に所在する市立中学校。

## 概要
1992年に開校。全校生徒数396名（1年131名・2年129名・3年136名、2008年度）。

## 沿革
- 1992年4月1日 - 旧中之島中学校・中之島北中学校を統合、中之島町立中之島中学校として開校。
- 2005年4月1日 - 長岡市への編入合併に伴い現校名に改称。

## 通学区域
#外部リンクを参照。

### 進学前小学校
- 長岡市立中之島中央小学校
- 長岡市立上通小学校
- 長岡市立信条小学校